# Pozzo della Bufala
Il pozzo della Bufala è un pozzo-cisterna situato nel chiostro della chiesa di San Francesco a Grosseto.
La denominazione è stata conferita da una bufala che, per fuggire al macello a cui era destinata, entrò all'interno del chiostro precipitando e morendo nell'enorme buca che era stata scavata per la costruzione del pozzo.

## Storia
L'opera venne realizzata nel 1590 al centro del cortile del chiostro del convento di San Francesco, che precedentemente si presentava sotto forma di un prato erboso.
La realizzazione del pozzo, che aveva lo scopo di approvvigionare il convento, fu commissionata da Ferdinando I de' Medici, per poter sostituire il preesistente pozzo, situato all'esterno dell'attuale area conventuale, che fu abbattuto durante i lavori di costruzione delle mura medicee.
Con la costruzione del pozzo, l'area erbosa all'interno del chiostro venne completamente lastricata.

## Descrizione
Il pozzo della Bufala si presenta come una struttura monumentale in travertino, collocata lungo la diagonale al centro del cortile del chiostro di San Francesco, che in quel punto risulta rialzato per accogliere la sottostante cisterna.
Il pozzo propriamente detto si trova al centro del doppio basamento circolare e presenta ancora oggi l'apertura per incanalare l'acqua piovana nella cisterna interrata; lungo la struttura muraria che lo delimita vi è collocato uno stemma. Lateralmente si elevano due colonne a sezione circolare che culminano con capitelli, sui quali poggia la pregevole struttura architravata che caratterizza il coronamento sommitale, sul quale poggiano due pinnacoli laterali ed uno centrale più ampio e di forma sferica.